# Tömörkény
Tömörkény es un pueblo húngaro perteneciente al distrito de Csongrád en el condado de Csongrád, con una población en 2012 de 1751 habitantes.
La localidad es de origen sármata y ávaro. Se menciona por primera vez con su nombre actual en 1326, entonces con el nombre de Temerken.
Se ubica unos 10 km al suroeste de la capital distrital Csongrád, en el límite con el condado de Bács-Kiskun.